# (5261) Eurêka
Pour les articles homonymes, voir Eurêka (homonymie).

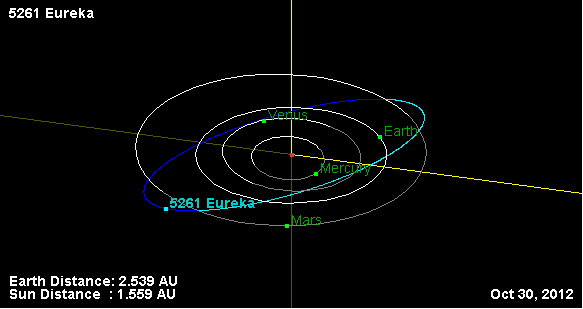

(5261) Eurêka (désignation internationale (5261) Eureka) est un astéroïde découvert par David H. Levy et Henry E. Holt le 20 juin 1990 à l'observatoire du Mont Palomar. Il fut le premier astéroïde troyen connu de Mars. Il est en orbite près du point L5 du couple Soleil-Mars (60 degrés en arrière de Mars sur son orbite). Il fait partie de la famille d'Eurêka.

## Orbite
(5261) Eurêka est situé au point de Lagrange L5 à une distance variant de seulement 0,3 UA au cours de chaque révolution (avec une tendance séculaire faisant évoluer la distance de 1.5 à 1,8 UA autour de 1850 pour 1,3 à 1,6 UA autour de 2400). La distance minimale avec la Terre est de 0,5 UA, de 0,8 UA pour Vénus et de 3,5 UA pour Jupiter. À long terme, la simulation numérique montre que l'orbite est stable.

## Satellite
Le 28 novembre 2011, un satellite de (5261) Eurêka fut découvert. Il reste toujours à nommer officiellement, sa dénomination provisoire est S/2011 (5261) 1. Cette petite lune est d'un diamètre de 0.46 km et elle orbite à 2.1 km d'Eurêka. L'existence de ce satellite fut annoncé en septembre 2014.

## Classification
(5261) Eurêka est un astéroïde de type A, donc riche (> 80 %) en olivine, au moins en ce qui concerne les roches de sa surface.